# Hypoptopoma
Il genere Hypoptopoma comprende 15 specie di pesci d'acqua dolce appartenenti alla famiglia Loricariidae.

## Distribuzione e habitat
Questi pesci sono originari nelle acque dolci dell'area tropicale del Sudamerica.

## Descrizione
Presentano un corpo allungato, compresso al ventre, a sezione quasi triangolare, con profilo dorsale al vertice. La testa è allungata, squaliforme, con bocca rivolta verso il basso e provvista di piccola ventosa, come negli altri loricaridi. Pinna dorsale e pinne pettorali hanno il primo raggio grosso e spinoso. La livrea è mimetica, tendenzialmente bruna, per ogni specie.

Le dimensioni sono minute, variando dai 3,3 cm di Hypoptopoma sternoptychum ai 10,5 cm di Hypoptopoma gulare.

## Specie
Attualmente il genere comprende 15 specie
- Hypoptopoma baileyi
- Hypoptopoma bianale
- Hypoptopoma brevirostratum
- Hypoptopoma elongatum
- Hypoptopoma guianense
- Hypoptopoma gulare
- Hypoptopoma incognitum
- Hypoptopoma inexspectatum
- Hypoptopoma machadoi
- Hypoptopoma muzuspi
- Hypoptopoma psilogaster
- Hypoptopoma spectabile
- Hypoptopoma steindachneri
- Hypoptopoma sternoptychum
- Hypoptopoma thoracatum